# Volontari Venezia
Volontari Venezia – włoski klub piłkarski, mający swoją siedzibę w mieście Wenecja, na wschodzie kraju.

## Historia
Chronologia nazw:
- 1909: Foot Ball Club Volontari
- 1914: klub rozwiązano

Klub piłkarski Volontari został założony w Wenecji w 1909 roku. W 1910 startował w Terza Categoria, zajmując drugie miejsce w mistrzostwach Veneto. W następnym sezonie został wyeliminowany w kwalifikacjach Seconda Categoria Veneta. W sezonie 1911/12 dotarł do finału Seconda Categoria Veneta i zdobył mistrzostwo regionu. W sezonie 1912/13 debiutował w Prima Categoria, kończąc rozgrywki na 4.pozycji w Sezione veneto-emiliana. W następnym sezonie 1913/14 zajął przedostatnie 8.miejsce w Sezione veneto-emiliana Prima Categoria. Potem klub zaprzestał działalności, tak jak w takim mieście jak Wenecja, nie było miejsca na dwa kluby. 

## Sukcesy

### Trofea międzynarodowe
Nie uczestniczył w rozgrywkach europejskich (stan na 31-05-2017).

### Trofea krajowe
| \| \| Zdobyte trofea w rozgrywkach Włoch (stan na: 31-05-2017) \| |                                                          |      |                                    |
| Rozgrywki                                                         | Osiągnięcie                                              | Razy | Sezon(y)                           |
| · Mistrzostwo                                                     | I miejsce                                                | 0    |                                    |
| · Mistrzostwo                                                     | II miejsce                                               | 0    |                                    |
| · Mistrzostwo                                                     | III miejsce                                              | 0    |                                    |
| · Mistrzostwo                                                     | 4.miejsce                                                | 1    | 1912/13 (Sezione veneto-emiliana)  |
| · Puchar                                                          | zdobywca                                                 | 0    |                                    |
| · Puchar                                                          | finalista                                                | 0    |                                    |
| II liga                                                           | I miejsce                                                | 1    | 1911/12 (Seconda Categoria Veneta) |
| II liga                                                           | II miejsce                                               | 0    |                                    |
| II liga                                                           | III miejsce                                              | 0    |                                    |
| Włochy                                                            | Zdobyte trofea w rozgrywkach Włoch (stan na: 31-05-2017) |      |                                    |

## Stadion
Klub rozgrywał swoje mecze domowe na boisku sportowym w Wenecji.